# Juan de Cabrera
El Doctor Juan de Cabrera, (Villarrobledo, La Mancha, 31 de diciembre de 1658 - id., 12 de noviembre de 1730) fue un religioso jesuita, filósofo, teólogo y escritor español. Autor en 1719 de Crisis política determina el más florido Imperio y la mejor institución de príncipes y ministros dedicado al Príncipe de Asturias. 

## Obra

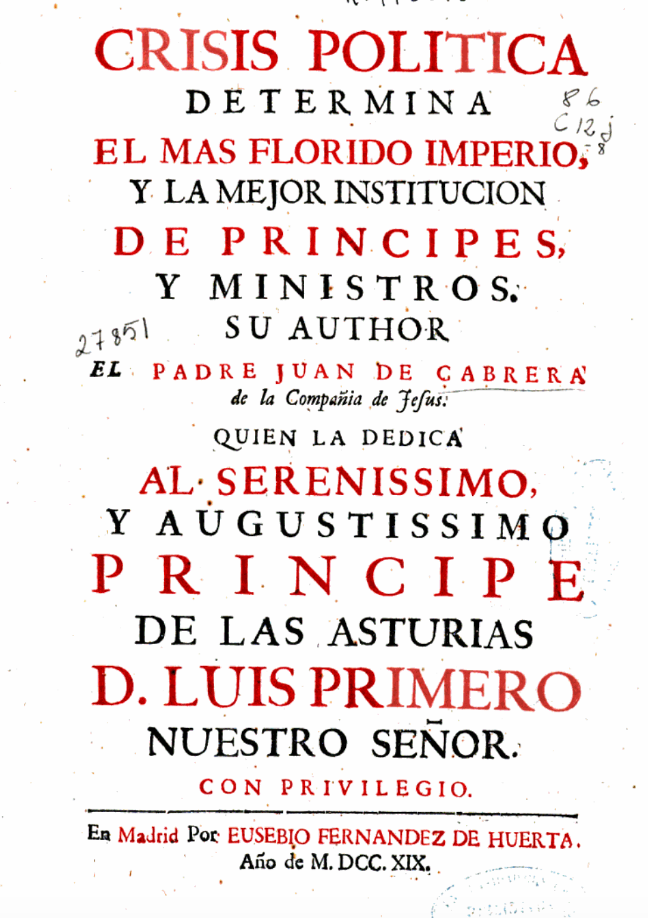
Portada de "Crisis politica: determina el más florido imperio y la mejor institución de príncipes y ministros", publicado por Juan de Cabrera en 1719.

- "Crisis política: determina el más florido imperio y la mejor institución de príncipes y ministros", publicado en Madrid en 1719 por Eusebio Fernández de Huerta y dedicado al Príncipe de Asturias Luis I.